# Amstrad GX4000
L'Amstrad GX4000 è una console prodotta da Amstrad nel 1990-1991 per entrare nel mercato dell'intrattenimento domestico. Tecnologicamente fa parte della linea di computer Amstrad CPC e i rispettivi videogiochi sono in parte compatibili.

## Storia
La console venne presentata nel 1990 quale parte della nuova famiglia CPC Plus di Amstrad, un'evoluzione dell'home computer Amstrad CPC, migliorata soprattutto nelle capacità grafiche e con l'aggiunta di una porta per cartucce. Si trattava comunque di un sistema a 8 bit, proposto quando ormai le console giapponesi a 16 bit conquistavano il mercato. Ad agosto 1990 ci fu la presentazione della GX4000, al prestigioso centro CNIT a Parigi, insieme ai due computer della linea Plus, come una loro variante solo videoludica.
Al lancio, la macchina era venduta nel Regno Unito per 99,99 sterline inglesi, con due controller e con il gioco Burnin' Rubber su cartuccia incluso. Fu lanciata contestualmente anche in Francia, a 990 franchi, e in misura minore in Spagna e Italia.
Tranne poche eccezioni, anche le cartucce avevano un prezzo competitivo, di 25 sterline. La stampa di settore parlò molto positivamente della console, ma rispetto alla ormai datata generazione a 8 bit. Ci furono anche critiche relativamente alle prestazioni sonore e al controller poco maneggevole.
La GX4000 comunque non fu affatto un successo, nonostante il marketing aggressivo (con un budget di 20 milioni di sterline per la pubblicità in Europa). Le cose non andarono bene fin dall'inizio, i pochi giochi uscirono con ritardi e i produttori di terze parti non diedero fiducia al sistema. Già dopo settimane dal lancio i prezzi della console venivano ribassati e a luglio 1991 alcuni negozi arrivarono a svenderla al minimo storico di 29,99 sterline.
Uno dei principali produttori di giochi per GX4000 fu la Ocean Software, importante casa europea che la Amstrad riuscì a coinvolgere da subito nel progetto (realizzò anche Burnin' Rubber). Neppure la Ocean però volle dedicare un reparto alla nuova console, preferendo non togliere risorse allo sviluppo di giochi per computer dal mercato già affermato; praticamente le stesse persone che sviluppavano i giochi per computer lavoravano anche ai loro adattamenti per la console.
Il fallimento si deve probabilmente allo scarso tempismo dell'uscita, in un mercato europeo ormai interessato a computer e console a 16 bit; ma anche gli stessi computer CPC fecero concorrenza alla console, dato che più o meno gli stessi giochi erano disponibili a prezzi molto più bassi su supporti magnetici.
Dopo poco più di un anno dal lancio cessò la produzione, mentre le vendite totali furono di appena 15.000 esemplari.

## Caratteristiche tecniche
Il GX4000 ha di fatto la stessa architettura interna dei computer CPC464+ e CPC6128+ (Plus), ed è quindi teoricamente compatibile con tutti i giochi sviluppati per CPC e CPC+, anche se, non disponendo di registratore a cassette né disk drive, di fatto può far girare solo titoli su cartuccia, e solo titoli che non necessitano della tastiera del computer.
Dotata di una grafica abbastanza avanzata per una macchina a 8 bit, i modi grafici sono:
- 160x200 con 16 colori
- 320x200 con 4 colori
- 640x200 con 2 colori

Le caratteristiche tecniche sono praticamente le stesse dei due computer Plus: processore Zilog Z80A, 64 kB di RAM (come il 464+), tavolozza cromatica di ben 4096 colori (al pari del Commodore Amiga e più della console Sega Mega Drive, macchine a 16 bit), due porte per controller normali e una per joystick analogico.
La gamma Plus è in grado di effettuare via hardware uno scorrimento fluido, pixel per pixel in orizzontale o verticale, rimediando così a una delle principali pecche dell'Amstrad CPC, dove lo scorrimento hardware era possibile solo a passi della dimensione di un carattere.
Può generare via hardware fino a 16 sprite, ciascuno da 16x16 pixel e ingrandibile 2 o 4 volte. Dimensioni e colori degli sprite sono indipendenti da risoluzione e colori dello schermo base, quindi di fatto aumentano a 32 il numero massimo di colori visibili contemporaneamente a video. Il rilevamento delle collisioni degli sprite però dev'essere ancora gestito via software.
A differenza dei CPC+, oltre all'uscita video RGB sync composito, la macchina incorpora un modulatore per l'uscita verso un apparecchio televisivo, comprensiva di audio stereofonico. Per l'uscita verso TV francesi è inclusa invece una presa SCART.

## Videogiochi
I seguenti sono i 27 giochi pubblicati commercialmente per la console, in buona parte titoli usciti anche per altre piattaforme:
- Barbarian II: The Dungeon of Drax
- Batman
- Burnin' Rubber (allegato alla console; non ha legami con l'arcade Burnin' Rubber)
- Chase H.Q. II: Special Criminal Investigation
- Copter 271
- Crazy Cars II
- Dick Tracy
- The Enforcer
- Fire & Forget II
- Klax
- Mystical
- Navy Seals
- No Exit
- Operation Thunderbolt
- Pang
- Panza Kick Boxing
- Plotting
- Pro Tennis Tour
- Puzznic
- Robocop 2
- Skeetshoot (venduto insieme alla pistola ottica Phazer e a The Enforcer)
- Super Pinball Magic
- Switchblade
- Tennis Cup 2
- Tintin on the Moon
- Wild Streets
- World of Sports

Risulta sviluppata anche una conversione di Gazza II, della cui pubblicazione commerciale non si ha però conferma.
Ci furono sia molte conversioni poco migliorative da giochi per CPC, sia alcuni notevoli titoli nativi per GX4000. Secondo una selezione fatta dalla rivista Retro Gamer, i giochi migliori sono Pro Tennis Tour, Robocop 2, Batman, Burnin' Rubber, Pang, Klax, Navy Seals, Switchblade, Skeetshoot, Fire & Forget II.